# Berlin Challengers
Die Berlin Challengers (auch SCC Berlin Challengers) sind ein Berliner Baseball- und Softballsportverein.

## Geschichte

### Baseball
Der Verein wurde 1985 als einer der ersten Baseballvereine Berlins gegründet. Zunächst noch ein eigenständiger Verein, schlossen sich die Challengers 1993 dem Großverein SC Charlottenburg e.V. an, dessen Baseballabteilung zu diesem Zeitpunkt aus dem Frauen-Baseball-Team Berlin Destroyers bestand. Zu diesem Zeitpunkt hatten die Challengers bereits 1988 den Aufstieg in die 1. Baseball-Bundesliga geschafft. So konnten sie nach Aufteilung der eingleisigen Bundesliga in eine Nord- und eine Südgruppe im Jahr 1990 die Nordgruppe in den ersten beiden Jahren gewinnen. Nach mehreren Playoff-Teilnahmen kam es Mitte der 1990er Jahre zu einer sportlichen Stagnation, die 1997 in einer Fusion der Erstligateams Berlin Challengers, Berlin Sluggers und Berlin Bats sowie des Zweitligateams Berlin Crusaders zu der Bundesligamannschaft Berlin Phoenix mündete.
Dieser Mannschaft war auf nationaler Ebene wenig Erfolg beschieden. Einzig erwähnenswert ist das Erreichen des Europapokalfinales der Cupwinner (B-Pool) 1997 in Strausberg, das gegen die schwedischen Vertreter Alby North Stars verloren wurde. Nach dem sportlichen Abstieg aus der 1. Bundesliga 1998 trennten sich die Wege der Fusionsmannschaften wieder.
Nach dem Neuaufbau gelang den Berlin Challengers 2004 der Aufstieg in die 2. Bundesliga Nord, wo sie 2010 knapp am Aufstieg in die 1. Baseball-Bundesliga scheiterten.

### Softball
Die Challengers gründeten das erste Damen-Softballteam Berlins, das zunächst mangels Gegnern Slowpitch-Softball gegen US-Militärmannschaften spielte. Nachdem ein Ligabetrieb in Fastpitch-Softball in Berlin-Brandenburg aufgenommen worden war, nahmen die Challengers von 1993 bis 1995 an Endrunden um die Deutsche Softballmeisterschaft teil, ohne jedoch eine Rolle bei der Vergabe des Titels zu spielen. Nach einer Umstrukturierungsphase konnten die Berlin Challengers 2009 erneut die Meisterschaft in Berlin-Brandenburg gewinnen und stiegen nach zweimaliger Titelverteidigung im Jahr 2011 in die Softball-Bundesliga auf. Allerdings stiegen die Challengers 2012 direkt wieder ab und spielen seitdem in der Verbandsliga.

## Erfolge
- Deutscher Baseball Vizemeister 1991
- Deutscher Baseball Vizemeister (Jugend) 1994
- Deutscher Baseball Vizemeister (Junioren) 2009